# Athi River (miasto)
Athi River – miasto w Kenii. Jest również znane jako Mavoko. Ośrodek administracyjny gminy Mavoko, w hrabstwie Machakos. W 2019 liczyło 81,3 tys. mieszkańców. Jest miastem uprzemysłowionym, z sześcioma fabryk cementu znajdujących się w jego pobliżu.